# Deroga
Una deroga (o, più raramente, di derogazione), in diritto, indica una situazione in base alla quale una norma giuridica non trova applicazione oppure viene disapplicata in luogo di altra norma, nelle ipotesi stabilite dalla legge.

## Caratteri generali
La deroga è conseguenza dell'operare del principio espresso dal brocardo "lex specialis derogat generali" (la legge speciale deroga quella generale), uno dei principi, presente nella generalità degli ordinamenti, attraverso i quali vengono risolte le antinomie normative.
Tipico esempio ricorre quando la fattispecie disciplinata da una norma (detta norma derogante) è più specifica di quella disciplinata da un'altra (detta norma derogata) di modo che tra le due intercorre un rapporto di regola ed eccezione. Ad esempio, una norma che vieta la circolazione degli autocarri deroga a una norma più generale che permette la circolazione dei veicoli a motore perché la prima fa riferimento ad una classe - gli autocarri - che è inclusa nella classe alla quale fa riferimento la seconda - i veicoli a motore - ed è più specifica di questa.
La norma derogante può contenere una disciplina della fattispecie diversa da quella della norma derogata, e allora la prima si sostituisce alla seconda, o semplicemente stabilire che la norma derogata non si applica alla fattispecie. La deroga è contestuale quando norma derogante e derogata sono poste nello stesso atto. La deroga viene detta successiva, invece, quando la norma derogante è contenuta in atto entrato in vigore successivamente a quello che ha prodotto la norma derogata. 
Si parla di deroga anche quando una norma dispositiva non trova applicazione avendo le parti del rapporto giuridico disciplinato diversamente il rapporto stesso. Anche in questo caso, però, siamo di fronte alla mancata applicazione di una norma inter partes, ossia in relazione a specifici soggetti, e non con efficacia erga omnes.
La norma derogata non viene eliminata dall'ordinamento giuridico ma vede ridotto il suo ambito di applicazione; questo distingue la deroga dall'abrogazione che comporta, invece, la totale cessazione di vigenza della norma. Sotto questo punto di vista, la deroga può essere vista come un'abrogazione parziale della norma. Va peraltro tenuto presente che il termine deroga viene talora usato con significato più ampio, comprensivo anche dell'abrogazione.

## Differenza con ladispensa
La deroga si distingue dalla dispensa in quanto quest'ultima sottrae uno specifico soggetto dall'applicazione della norma, mentre la deroga agisce sulla norma stessa ed ha, quindi, efficacia erga omnes, ossia nei confronti della generalità dei soggetti. La dispensa consegue all'esercizio di una potestà attribuita dall'ordinamento ad un'autorità e, quindi, ad un provvedimento della stessa, mentre la deroga è un'espressione della medesima potestà normativa in virtù della quale è stata emanata la norma derogata. Talvolta, peraltro, il termine deroga viene utilizzato come sinonimo di dispensa.
Va osservato che la dispensa e la deroga di una norma dispositiva possono essere ricondotte alla deroga, nel significato proprio del termine, laddove si accolga l'impostazione kelseniana che vede una forma di produzione normativa anche negli atti aventi efficacia inter partes (provvedimenti amministrativi, contratti e altri negozi di diritto privato ecc.), sebbene le norme così prodotte non presentino i caratteri della generalità ed astrattezza.